# Classement mondial UCI 2024
Navigation
Édition précédente Édition suivante
Le Classement mondial UCI 2024 est la neuvième édition du Classement mondial UCI. Ce classement est utilisé par l'Union cycliste internationale depuis le 10 janvier 2016, pour classer les coureurs cyclistes sur route masculins. Il tient compte des résultats des 52 dernières semaines selon un barème précis. Un classement par pays et par équipes sont également calculés.

## Règlement
Les classements sont mis à jour chaque mardi à 2 heures CET et comprennent les résultats enregistrés jusqu'à cet horaire. À noter que le classement ne prend en compte qu'un championnat du monde et continental. Si un de ces championnats est organisé avant ou après les 52 semaines suivant la précédente édition, seule l'édition la plus récente est prise en compte. Dans le cas où un championnat n'est pas organisé durant une saison, alors les points sont valables 52 semaines.

## Évolution
Le Slovène Tadej Pogačar occupe la tête du classement mondial depuis le 28 septembre 2021. La Belgique est à la première place du classement par pays depuis le 26 avril 2022.
| # | Coureur       | Début      | Fin        | Semaine(s) |
| - | ------------- | ---------- | ---------- | ---------- |
| 1 | Tadej Pogačar | 24/10/2023 | 20/10/2024 | 53         |

| # | Pays     | Début      | Fin        | Semaine(s) |
| - | -------- | ---------- | ---------- | ---------- |
| 1 | Belgique | 24/10/2023 | 20/10/2024 | 53         |

## Classements 2024
L'UCI considère que les classements pour l'année 2024 commencent au 24 octobre 2023. 
Le classement UCI par équipes est le seul qui n'est pas roulant sur 52 semaines : seuls les points acquis depuis le 1er janvier 2024 sont comptabilisés.
| Classement UCI (individuel) au 20 octobre 2024 | Classement UCI (individuel) au 20 octobre 2024 | Classement UCI (individuel) au 20 octobre 2024 | Classement UCI (individuel) au 20 octobre 2024 | Classement UCI (individuel) au 20 octobre 2024 | Classement UCI (individuel) au 20 octobre 2024 | Classement UCI (individuel) au 20 octobre 2024 |
| #                                              | Coureur                                        | Pays                                           | Équipe                                         | Points                                         | Précédent                                      | Évolution                                      |
| ---------------------------------------------- | ---------------------------------------------- | ---------------------------------------------- | ---------------------------------------------- | ---------------------------------------------- | ---------------------------------------------- | ---------------------------------------------- |
| 1                                              | Tadej Pogačar                                  | Slovénie                                       | UAE Team Emirates                              | 11655                                          | 1                                              | en stagnation                                  |
| 2                                              | Remco Evenepoel                                | Belgique                                       | Soudal Quick-Stepl                             | 6072.57                                        | 2                                              | en stagnation                                  |
| 3                                              | Jasper Philipsen                               | Belgique                                       | Alpecin-Deceuninck                             | 4790                                           | 3                                              | en stagnation                                  |
| 4                                              | Ben O'Connor                                   | Australie                                      | Decathlon AG2R La Mondiale                     | 4096                                           | 4                                              | en stagnation                                  |
| 5                                              | Mathieu van der Poel                           | Pays-Bas                                       | Alpecin-Deceuninck                             | 4053                                           | 5                                              | en stagnation                                  |
| 6                                              | Marc Hirschi                                   | Suisse                                         | UAE Team Emirates                              | 3568                                           | 6                                              | en stagnation                                  |
| 7                                              | Jonas Vingegaard                               | Danemark                                       | Visma-Lease a Bike                             | 3536                                           | 7                                              | en stagnation                                  |
| 8                                              | Primož Roglič                                  | Slovénie                                       | Red Bull-Bora-Hansgrohe                        | 3471                                           | 8                                              | en stagnation                                  |
| 9                                              | Biniam Girmay                                  | Érythrée                                       | Intermarché-Wanty                              | 3352                                           | 9                                              | en stagnation                                  |
| 10                                             | Wout van Aert                                  | Belgique                                       | Visma-Lease a Bike                             | 2925                                           | 10                                             | en stagnation                                  |

| Classement UCI (par pays) au 20 octobre 2024 | Classement UCI (par pays) au 20 octobre 2024 | Classement UCI (par pays) au 20 octobre 2024 | Classement UCI (par pays) au 20 octobre 2024 | Classement UCI (par pays) au 20 octobre 2024 |
| #                                            | Pays                                         | Points                                       | Précédent                                    | Évolution                                    |
| -------------------------------------------- | -------------------------------------------- | -------------------------------------------- | -------------------------------------------- | -------------------------------------------- |
| 1                                            | Belgique                                     | 24499                                        | 1                                            | en stagnation                                |
| 2                                            | Slovénie                                     | 17941.14                                     | 2                                            | en stagnation                                |
| 3                                            | Espagne                                      | 14583.86                                     | 3                                            | en stagnation                                |
| 4                                            | France                                       | 12399.71                                     | 4                                            | en stagnation                                |
| 5                                            | Danemark                                     | 12153.34                                     | 5                                            | en stagnation                                |
| 6                                            | Italie                                       | 11847.67                                     | 6                                            | en stagnation                                |
| 7                                            | Pays-Bas                                     | 11790.99                                     | 7                                            | en stagnation                                |
| 8                                            | Australie                                    | 11522.99                                     | 8                                            | en stagnation                                |
| 9                                            | Grande-Bretagne                              | 11463                                        | 9                                            | en stagnation                                |
| 10                                           | États-Unis                                   | 9943.7                                       | 10                                           | en stagnation                                |

| Classement UCI (individuel) au 20 octobre 2024 | Classement UCI (individuel) au 20 octobre 2024 | Classement UCI (individuel) au 20 octobre 2024 | Classement UCI (individuel) au 20 octobre 2024 | Classement UCI (individuel) au 20 octobre 2024 | Classement UCI (individuel) au 20 octobre 2024 | Classement UCI (individuel) au 20 octobre 2024 |
| #                                              | Coureur                                        | Pays                                           | Équipe                                         | Points                                         | Précédent                                      | Évolution                                      |
| ---------------------------------------------- | ---------------------------------------------- | ---------------------------------------------- | ---------------------------------------------- | ---------------------------------------------- | ---------------------------------------------- | ---------------------------------------------- |
| 1                                              | Tadej Pogačar                                  | Slovénie                                       | UAE Team Emirates                              | 11655                                          | 1                                              | en stagnation                                  |
| 2                                              | Remco Evenepoel                                | Belgique                                       | Soudal Quick-Stepl                             | 6072.57                                        | 2                                              | en stagnation                                  |
| 3                                              | Jasper Philipsen                               | Belgique                                       | Alpecin-Deceuninck                             | 4790                                           | 3                                              | en stagnation                                  |
| 4                                              | Ben O'Connor                                   | Australie                                      | Decathlon AG2R La Mondiale                     | 4096                                           | 4                                              | en stagnation                                  |
| 5                                              | Mathieu van der Poel                           | Pays-Bas                                       | Alpecin-Deceuninck                             | 4053                                           | 5                                              | en stagnation                                  |
| 6                                              | Marc Hirschi                                   | Suisse                                         | UAE Team Emirates                              | 3568                                           | 6                                              | en stagnation                                  |
| 7                                              | Jonas Vingegaard                               | Danemark                                       | Visma-Lease a Bike                             | 3536                                           | 7                                              | en stagnation                                  |
| 8                                              | Primož Roglič                                  | Slovénie                                       | Red Bull-Bora-Hansgrohe                        | 3471                                           | 8                                              | en stagnation                                  |
| 9                                              | Biniam Girmay                                  | Érythrée                                       | Intermarché-Wanty                              | 3352                                           | 9                                              | en stagnation                                  |
| 10                                             | Wout van Aert                                  | Belgique                                       | Visma-Lease a Bike                             | 2925                                           | 10                                             | en stagnation                                  |

| Classement UCI (par pays) au 20 octobre 2024 | Classement UCI (par pays) au 20 octobre 2024 | Classement UCI (par pays) au 20 octobre 2024 | Classement UCI (par pays) au 20 octobre 2024 | Classement UCI (par pays) au 20 octobre 2024 |
| #                                            | Pays                                         | Points                                       | Précédent                                    | Évolution                                    |
| -------------------------------------------- | -------------------------------------------- | -------------------------------------------- | -------------------------------------------- | -------------------------------------------- |
| 1                                            | Belgique                                     | 24499                                        | 1                                            | en stagnation                                |
| 2                                            | Slovénie                                     | 17941.14                                     | 2                                            | en stagnation                                |
| 3                                            | Espagne                                      | 14583.86                                     | 3                                            | en stagnation                                |
| 4                                            | France                                       | 12399.71                                     | 4                                            | en stagnation                                |
| 5                                            | Danemark                                     | 12153.34                                     | 5                                            | en stagnation                                |
| 6                                            | Italie                                       | 11847.67                                     | 6                                            | en stagnation                                |
| 7                                            | Pays-Bas                                     | 11790.99                                     | 7                                            | en stagnation                                |
| 8                                            | Australie                                    | 11522.99                                     | 8                                            | en stagnation                                |
| 9                                            | Grande-Bretagne                              | 11463                                        | 9                                            | en stagnation                                |
| 10                                           | États-Unis                                   | 9943.7                                       | 10                                           | en stagnation                                |

| Classement UCI (par équipes) au 20 octobre 2024 | Classement UCI (par équipes) au 20 octobre 2024 | Classement UCI (par équipes) au 20 octobre 2024 | Classement UCI (par équipes) au 20 octobre 2024 | Classement UCI (par équipes) au 20 octobre 2024 |
| #                                               | Pays                                            | Points                                          | Précédent                                       | Évolution                                       |
| ----------------------------------------------- | ----------------------------------------------- | ----------------------------------------------- | ----------------------------------------------- | ----------------------------------------------- |
| 1                                               | UAE Team Emirates                               | 37407.6                                         | 1                                               | en stagnation                                   |
| 2                                               | Visma-Lease a Bike                              | 20427.98                                        | 2                                               | en stagnation                                   |
| 3                                               | Soudal Quick-Step                               | 18153.97                                        | 3                                               | en stagnation                                   |
| 4                                               | Lidl-Trek                                       | 17989                                           | 4                                               | en stagnation                                   |
| 5                                               | Red Bull-Bora-Hansgrohe                         | 16894.33                                        | 5                                               | en stagnation                                   |
| 6                                               | Decathlon AG2R La Mondiale                      | 15390.84                                        | 6                                               | en stagnation                                   |
| 7                                               | Ineos Grenadiers                                | 15547.97                                        | 7                                               | en stagnation                                   |
| 8                                               | Alpecin-Deceuninck                              | 15020                                           | 8                                               | en stagnation                                   |
| 9                                               | Lotto Dstny                                     | 12579.29                                        | 9                                               | en stagnation                                   |
| 10                                              | Groupama-FDJ                                    | 12357                                           | 10                                              | en stagnation                                   |